# Eero Lankia
Eero Uolevi Lankia, född 8 december 1951 i Joutsa, är en finländsk politiker. Till utbildningen är han agrolog. Han var partisekreterare för Centern i Finland 1997–2006.
Lankia var ledamot av Finlands riksdag 2003–2007 från Nylands valkrets. I riksdagen var han medlem i utrikesutskottet 2003–2007, i försvarsutskottet 2003–2007 och i riksdagens bankfullmäktige 2006–2007.